# Salomonelaps par
Salomonelaps par (соломонова коралова змія) — вид змій родини аспідових (Elapidae). Мешкає на Соломонових островах. Це єдиний представник монотипового роду Salomonelaps.

## Поширення і екологія
Salomonelaps par мешкають на Соломонових островах, зокрема на острові Бука. Вони живуть в тропічних лісах і садах, часто поблизу струмків. Активні вдень, іноді вночі. Живляться амфібіями і ящірками.